# Cá nhám cưa
Pristiophoriformes, được biết đến là cá nhám cưa, là một bộ cá nhám có mõm dài giống như lưỡi dao với hai bên rìa là những chiếc răng nhỏ trông giống như một lưỡi cưa sắc nhọn, được chúng sử dụng để cắt và xé nhỏ con mồi. Hầu hết các loài được tìm thấy ở vùng biển từ Nam Phi đến Australia và Nhật Bản, ở độ sâu trên 40 mét (130 ft). Vào năm 1960, cá nhám cưa Bahamas được phát hiện trong vùng nước sâu hơn (640 m đến 915 m) ở Tây Bắc Caribe.

## Mô tả
Cá nhám cưa có một cặp râu dài nằm dọc hai bên mõm. Chúng có hai vây lưng nhưng lại không có vây hậu môn. Cá nhám cưa có thể dài tới 170 cm (5,6 ft). Chi Pliotrema có một thành viên duy nhất với sáu khe mang, còn chi Pristiophorus chỉ có năm khe mang. Răng cưa của chúng có những cái lớn và nhỏ xen kẽ nhau.
Những con cá nhám này thường ăn cá, mực ống và động vật giáp xác, tùy thuộc vào từng loài. Khi săn mồi, chúng sử dụng râu và cơ quan cảm nhận đặc biệt ở lưỡi cưa để phát hiện con mồi trong bùn và cát, sau đó chúng sẽ nhấn nạn nhân từ bên này sang bên kia bằng chiếc cưa sắc nhọn, làm tê liệt con mồi.
Mặc dù có bề ngoài khá giống nhau, nhưng cá nhám cưa là khác biệt với cá đao. Cá đao có kích thước tối đa lớn hơn nhiều so với cá nhám cưa nhưng không có râu, các răng cưa với kích thước đều hơn chứ không đan xen lớn nhỏ, và có các khe mang ở mặt dưới chứ không phải là hai bên đầu như cá nhám cưa.

## Phân loại
Hiện nay có 8 loài cá nhám cưa đã được biết đến nằm trong 2 chi. Loài gần đây nhất được phát hiện là vào năm 2013, Pristiophorus lanae.

### Chi Pliotrema
Chi này trước đây bao gồm một loài duy nhất là cá nhám cưa sáu mang, phân biệt với chi Pristiophorus bởi sáu cặp mang. Tuy nhiên gần đây đã phát hiện thêm hai loài mới là Pliotrema annae và Pliotrema kajae. Ngoài ra, hàm răng lưỡi cưa của chúng có hình giống mỏ chim, có các đường lằn ngang nổi bật trên các gờ, và các răng lớn có đường răng cưa phía sau.
- Pliotrema warreni Regan, 1906 (cá nhám cưa sáu mang)

### Chi Pristiophorus
Các thành viên của chi này có năm khe mang. Răng cưa có hình giống mỏ chim nhưng lại không có các đường lằn ngang nổi bật trên các gờ, và các răng lớn cũng không có đường răng cưa phía sau.
- Pristiophorus cirratus (Latham, 1794) (Cá nhám cưa mũi dài)
- Pristiophorus delicatus Yearsley, Last & W. T. White, 2008 (Cá nhám cưa nhiệt đới)
- Pristiophorus japonicus Günther, 1870 (Cá nhám cưa Nhật Bản)
- Pristiophorus lanae Ebert & Wilms, 2013 (Cá nhám cưa Lana)[4]
- Pristiophorus nancyae Ebert & Cailliet, 2011[5] (Cá nhám cưa lùn châu Phi)
- Pristiophorus nudipinnis Günther, 1870 (Cá nhám cưa mũi ngắn)
- Pristiophorus schroederi S. Springer & Bullis, 1960 (Cá nhám cưa Bahamas)